# Mimbres (Nuevo México)
Mimbres es un lugar designado por el censo ubicado en el condado de Grant en el estado estadounidense de Nuevo México. En el Censo de 2010 tenía una población de 667 habitantes y una densidad poblacional de 57,61 personas por km².

## Geografía
Mimbres se encuentra ubicado en las coordenadas 32°49′57″N 107°57′15″O / 32.83250, -107.95417. Según la Oficina del Censo de los Estados Unidos, Mimbres tiene una superficie total de 11.58 km², de la cual 11.49 km² corresponden a tierra firme y (0.74%) 0.09 km² es agua. Esta localidad se encuentra en el suroeste del estado no muy lejos de la frontera con México.

## Demografía
Según el censo de 2010, había 667 personas residiendo en Mimbres. La densidad de población era de 57,61 hab./km². De los 667 habitantes, Mimbres estaba compuesto por el 87.56% blancos, el 0.9% eran afroamericanos, el 2.25% eran amerindios, el 0.45% eran asiáticos, el 0% eran isleños del Pacífico, el 6.15% eran de otras razas y el 2.7% pertenecían a dos o más razas. Del total de la población el 21.59% eran hispanos o latinos de cualquier raza.